# Ryosuke Sakazume
Ryosuke Sakazume (坂爪 亮介 (Sakazume Ryōsuke?); Ōta, 21 marzo 1990) è un pattinatore di short track giapponese.

## Biografia
Ha studiato educazione fisica alla Nippon Sport Science University di Tokyo.
Si è qualificato ai Giochi olimpici di Soči 2014 nei 1000 metri, dei 1500 metri.
Con i compagni di nazionale Keita Watanabe, Hiroki Yokoyama, Kazuki Yoshinaga e Takayuki Muratake, ha vinto la medaglia di bronzo ai Giochi asiatici invernali di Sapporo 2017 nella staffetta 5.000 metri.
Ha rappresentato il Giappone ai Giochi olimpici invernali di Pyeongchang 2018 gareggiando nel concorso dei 500 metri,  1000 metri, dei 1500 metri e nella staffetta 5000 metri.
E' allenato da Mikihito Kashiwabara e Jonathan Guilmette.

## Palmarès
- Giochi asiatici invernali
- Astana 2011: argento nella staffetta 5000 m; bronzo nei 500 m
- Sapporo 2017: bronzo nella staffetta 5.000 metri